# Prymorsk
Pour les articles homonymes, voir Primorsk.
Prymorsk (en ukrainien : Приморськ) ou Primorsk (en russe : Приморск) est une ville de l'oblast de Zaporijia, en Ukraine. Sa population s'élève à 11 679 habitants en 2019.

## Géographie
Prymorsk est située au bord de la baie de Berdiansk, sur le littoral de la mer d'Azov, à 155 km au sud-est de Zaporijia.

## Histoire
Le site de l'actuelle ville de Prymorsk a d'abord été occupé par le village d'Obitotchne (en ukrainien : Обіточне).
Le 18 janvier 1821, est fondée la ville de Nogaïsk ou Nohaysk (en ukrainien : Ногайськ), qui tire son nom d'une population de Nogaïs, de langue turque, qui vécut dans la région jusqu'au XIXe siècle. En 1940, un squelette de mammouth est trouvé à proximité de l'agglomération, mais il est transporté en Allemagne pendant la Seconde Guerre mondiale. Il est récupéré après la guerre et maintenant exposé au musée zoologique de Saint-Pétersbourg.
En 1964, la commune urbaine de Nogaïsk est rebaptisée Prymorsk. Elle obtient le statut de ville trois ans plus tard. Prymorsk est actuellement une petite ville de villégiature, qui possède des sanatoriums (c'est-à-dire des résidence de repos), des villages de vacances et d'autres hébergements le long de la mer d'Azov et qui accueille de nombreux vacanciers.
La ville fut prise par l'armée russe en mars 2022 au tout début de l'invasion de l'Ukraine par la Russie. Des manifestations réduites ont éclaté les premiers jours, dénonçant la présence russe.

## Population
Recensements (*) ou estimations de la population :
| 1897* | 1923* | 1926* | 1939  |
| ----- | ----- | ----- | ----- |
| 3 963 | 3 849 | 4 522 | 8 500 |

| 1959* | 1970* | 1979*  | 1989*  |
| ----- | ----- | ------ | ------ |
| 9 634 | 9 996 | 12 380 | 13 965 |

| 2001*  | 2011   | 2012   | 2013   |
| ------ | ------ | ------ | ------ |
| 12 973 | 12 183 | 12 182 | 12 208 |

| 2014   | 2015   | 2016   | 2017   |
| ------ | ------ | ------ | ------ |
| 12 194 | 12 137 | 12 085 | 11 995 |

| 2018   | 2019   | - | - |
| ------ | ------ | - | - |
| 11 859 | 11 679 | - | - |

## Transports
Prymorsk n'est pas desservie par le chemin de fer mais est reliée par la route européenne 58 ou route ukrainienne M-14 à Melitopol à l'ouest (80 km) et à Berdiansk à l'est (41 km).

## Lieux d'intérêt
Le parc éolien de Primorsk.

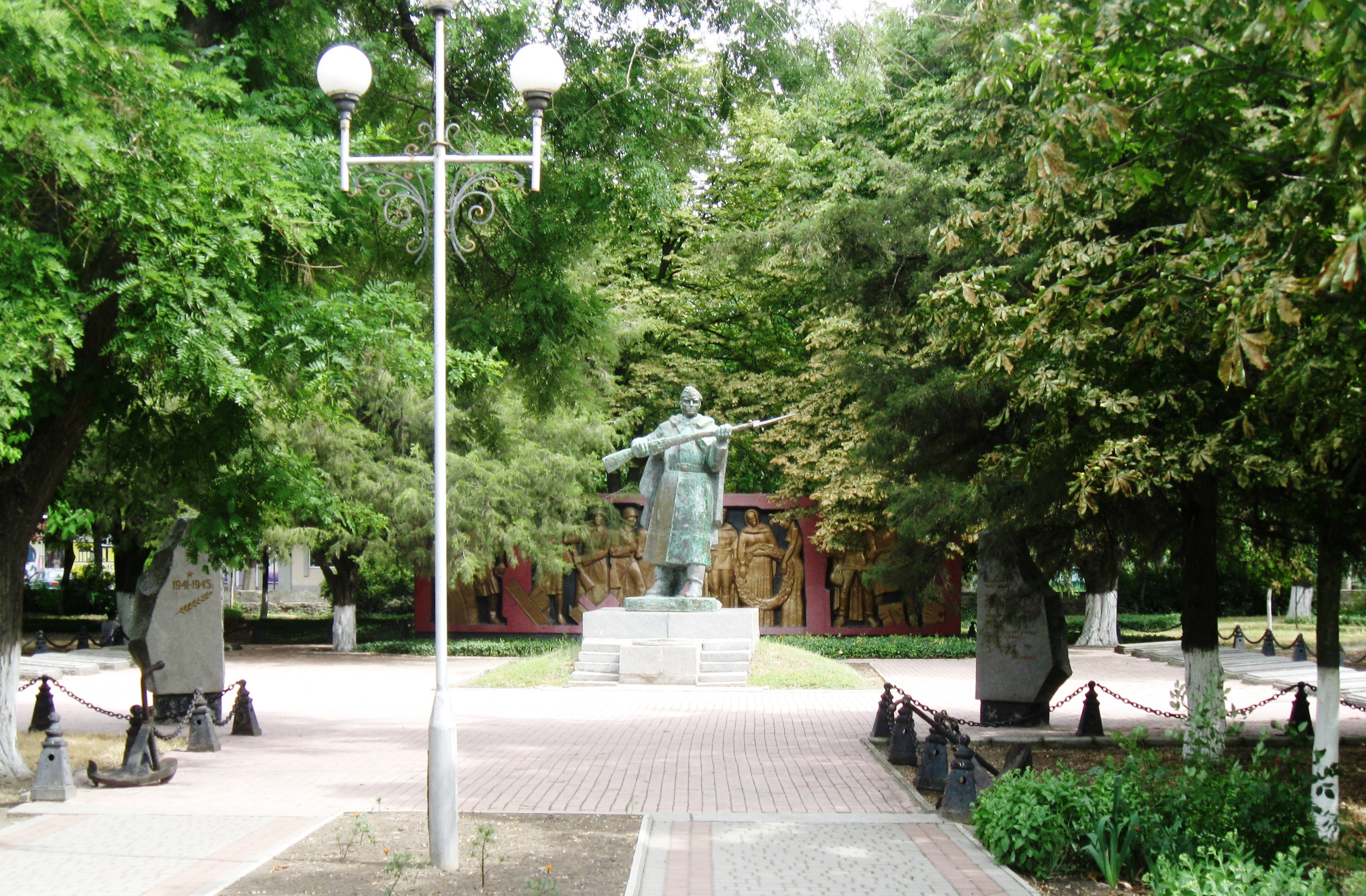
Mémorial de la seconde guerre mondiale, classé[3],
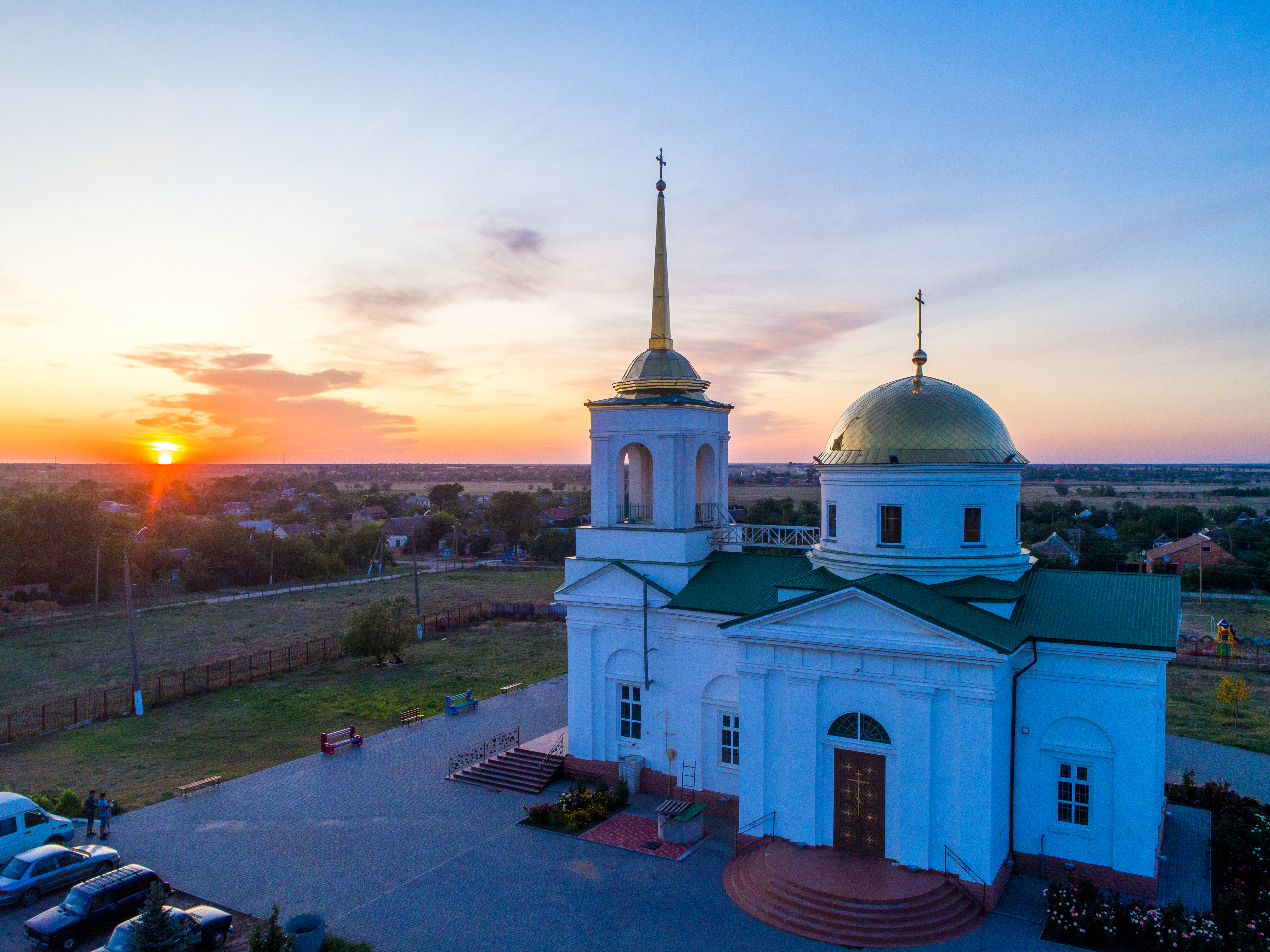
Vue de l'église de la Trinité, classée[4],
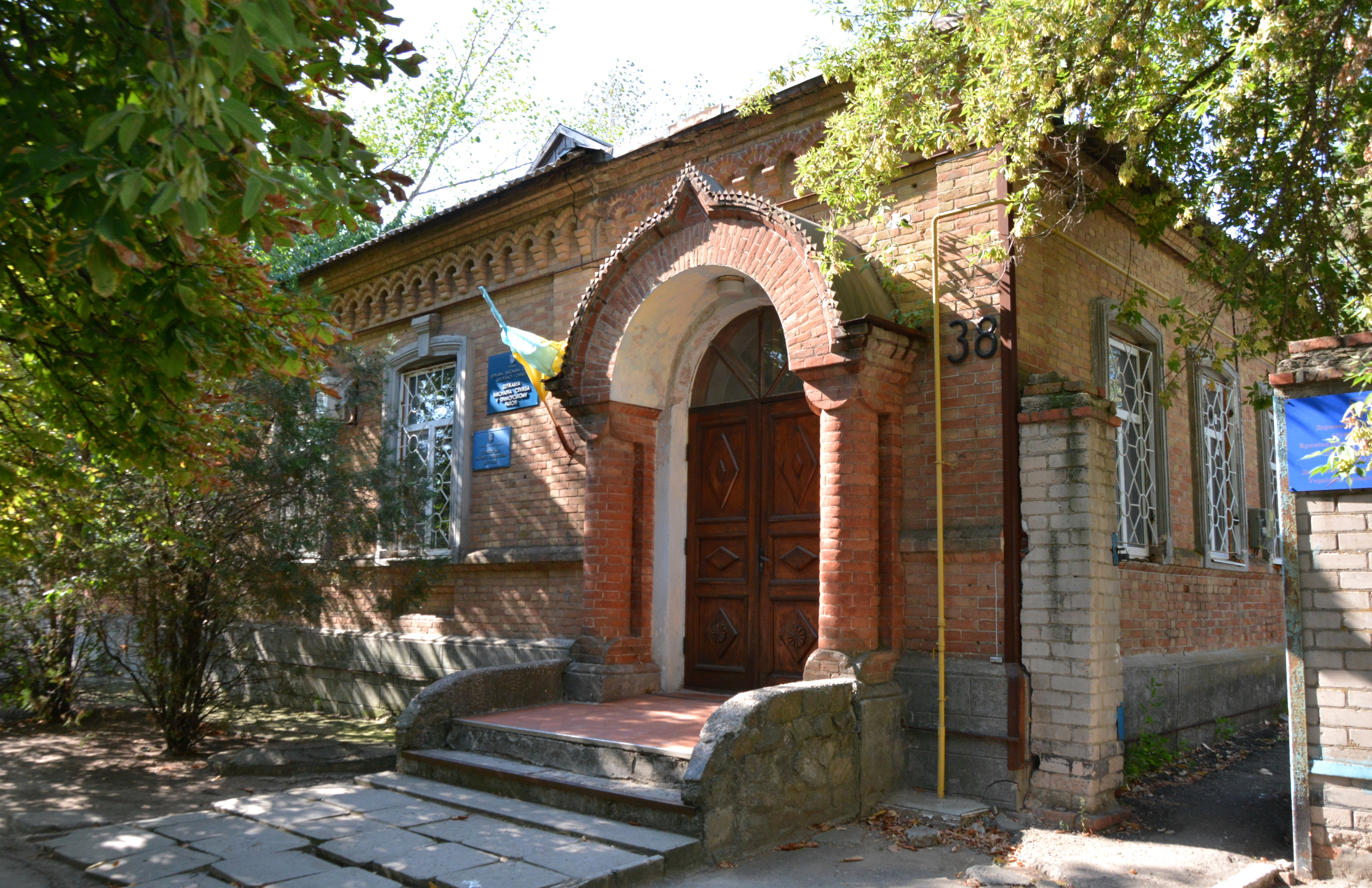
Vue de l'hôtel particulier du marchand Chachkine.